# Cantón de Chantonnay
El cantón de Chantonnay es una división administrativa francesa, situada en el departamento de Vandea y la región Pays de la Loire.

## Geografía
Este cantón está organizado alrededor de Chantonnay en el distrito de La Roche-sur-Yon.

## Composición
El cantón de Amance agrupa 8 comunas:
- Chantonnay
- Bournezeau
- Rochetrejoux
- Saint-Germain-de-Prinçay
- Saint-Hilaire-le-Vouhis
- Saint-Prouant
- Saint-Vincent-Sterlanges
- Sigournais